# Danmarkspokalturneringen
Danmarkspokalturneringen var en cupturnering arrangeret af Dansk Boldspil-Union med deltagelse af 48 danske fodboldklubber. KB vandt den første – og eneste – finale i turneringen med en sejr på 2-0 over AB.
Turneringen var oprindeligt tænkt som en årligt tilbagevendede begivenhed, men den blev kun afviklet én gang – i 1940. De efterfølgende udgaver af turneringen blev aflyst på grund af anden verdenskrig, og først 10 år efter krigens afslutning oprettede DBU atter en landsdækkende cupturnering: DBUs Landspokalturnering.

## Historie
Københavns Boldspil-Union var den første lokalunion under DBU, som forsøgte sig med en pokalturnering med den engelske FA Cup som forbillede. Den første udgave af KBU's Pokalturnering blev afviklet i 1910 og vundet af B.93 med en finalesejr over KB på 2-0. Først fem år senere spredte pokalturneringerne sig til de øvrige lokalunioner med Lolland-Falster i 1915, Fyn i 1920, Jylland i 1926 og Bornholm i 1927. Turneringen på Lolland-Falster holdt pause i årene 1933-36, men ens for stort set alle fem turneringer var, at de blev nedlagt inden sæsonen 1941.
Årsagen hertil var etableringen af den nye, landsdækkende Danmarkspokalturneringen, der havde deltagelse af 48 klubber. Anden Verdenskrig satte imidlertid en stopper for nyskabelsen, og der skulle gå 10 år efter krigens afslutning, før DBU atter etablerede en landsdækkende cupturnering: DBUs Landspokalturnering.

## Resultater
Turneringen havde deltagelse af 48 hold – 24 hold fra lokalunionerne øst for Storebælt (KBU, SBU, LFBU og BBU) og 24 hold fra lokalunionerne vest for Storebælt (JBU og FBU). De første tre runder blev spillet i geografiske opdelte kredse, mens turneringen fra kvartfinalerne og frem blev landsdækkende.
De otte højst rangerende hold fra KBU, SBU, LFBU og BBU – KB, Fremad Amager, B.93, Køge BK, BK Frem, B 1903, AB og HIK – samt de otte højst rangerende hold fra JBU og FBU – AaB, AGF, Vejen SF, B 1909, B 1913, AIA, Vejle BK og Holstebro BK – var oversiddere i første omgang og trådte først ind i turneringen i anden omgang.

### 1. omgang

#### Hold
I første omgang deltog 32 hold – 16 hold fra lokalunionerne øst for Storebælt (KBU, SBU, LFBU og BBU) og 16 hold fra lokalunionerne vest for Storebælt (JBU og FBU). Holdene fordelte sig således mellem rækkerne:
| Mesterskabs- serien | 2. serie                                      | 3. serie                                                                      | Øvrige rækker | Øvrige rækker                                                                                         |
| ------------------- | --------------------------------------------- | ----------------------------------------------------------------------------- | --- | --- |
| Ingen hold          | ØB B 1908 Helsingør IF Nakskov BK KFUM B 1901 | Korsør BK Skovshoved IF Dragør BK B 1921 Esbjerg fB BK Marienlyst Odense KFUM | Brønderslev IF Esbjerg FC Frederiksborg IF Grenaa IF Haslev IF Horsens fS Ikast FS Kolding IF Maribo BK Næstved IF | OB Randers Freja Skive IK Slagelse BI Svendborg fB Vanløse IF Aalborg Chang Aalborg Freja Aarhus 1900 |

#### Kampe
| Øst–kredsen                     | Øst–kredsen |
| Kamp                            | Res.        |
| ------------------------------- | ----------- |
| KØBENHAVN                       |             |
| ØB − KFUM                       | 3-2         |
| Skovshoved IF − Vanløse IF      | 4-3         |
| Dragør BK − B 1908              | 3-6         |
| SJÆLLAND                        |             |
| Slagelse BI − Haslev IF         | 5-1         |
| Korsør BK − Næstved IF          | 2-2         |
| Frederiksborg IF − Helsingør IF | 1-5         |
| LOLLAND-FALSTER                 |             |
| B 1901 − Maribo BK              | 3-1         |
| Nakskov BK − B 1921             | 5-3         |

| Vest–kredsen                   | Vest–kredsen |
| Kamp                           | Res.         |
| ------------------------------ | ------------ |
| JYLLAND                        |              |
| Aarhus 1900 − Grenaa IF        | 2-3          |
| Ikast FS − Skive IK            | 2-5          |
| Randers Freja − Aalborg Chang  | 4-1          |
| Aalborg Freja − Brønderslev IF | 2-1          |
| Horsens fS − Esbjerg FC        | 0-3          |
| Kolding IF − Esbjerg fB        | 1-2          |
| FYN                            |              |
| OB − Svendborg fB              | 6-2          |
| Odense KFUM − BK Marienlyst    | 2-1          |

### 2. omgang

#### Hold
I anden omgang deltog 32 hold fordelt på:
- 16 vindere fra 1. omgang.
- 16 hold, som trådte ind i turneringen i denne runde: de otte højst rangerende hold fra KBU, SBU, LFBU og BBU samt de otte højst rangerende hold fra JBU og FBU.

Deltagerholdene i anden omgang fordelte sig således mellem rækkerne:
| Mesterskabs- serien                                                  | 2. serie                                                                   | 3. serie                                                       | Øvrige rækker                                                                              |
| -------------------------------------------------------------------- | -------------------------------------------------------------------------- | -------------------------------------------------------------- | ------------------------------------------------------------------------------------------ |
| KB, Fremad Amager, B.93, Køge BK, BK Frem, B 1903, AaB, AB, AGF, HIK | Vejen SF, ØB B 1908, Helsingør IF, Nakskov BK, B 1909, B 1913, AIA, B 1901 | Vejle BK, Holstebro BK, Skovshoved IF, Esbjerg fB, Odense KFUM | Grenaa IF, Horsens fS, Næstved IF, OB, Randers Freja, Skive IK, Slagelse BI, Aalborg Freja |

#### Kampe
| Øst–kredsen                 | Øst–kredsen |
| Kamp                        | Res.        |
| --------------------------- | ----------- |
| KØBENHAVN                   |             |
| Fremad Amager − ØB          | 0-5         |
| AB − Skovshoved IF          | 11-1        |
| KØBENHAVN / SJÆLLAND        |             |
| Køge BK − Slagelse BI       | 3-2         |
| Næstved IF − BK Frem        | 3-1         |
| HIK − B 1908                | 3-3         |
| KB − Helsingør IF           | 3-1         |
| KØBENHAVN / LOLLAND-FALSTER |             |
| B 1901 − B 1903             | 0-4         |
| B.93 − Nakskov BK           | 5-0         |

| Vest–kredsen                 | Vest–kredsen |
| Kamp                         | Res.         |
| ---------------------------- | ------------ |
| JYLLAND                      |              |
| AIA − Grenaa IF              | 6-4          |
| AGF − Skive IK               | 5-3          |
| AaB − Randers Freja          | 1-2          |
| Holstebro BK − Aalborg Freja | 8-1          |
| Vejle BK − Horsens fS        | 6-3          |
| Esbjerg fB − Vejen SF        | 2-3          |
| FYN                          |              |
| OB − B 1913                  | 2-6          |
| B 1909 − Odense KFUM         | 3-3          |

### 3. omgang

#### Hold
Tredje omgang (ottendedelsfinalerne) havde deltagelse af de seksten vinderhold fra anden omgang. Holdene fordelte sig således mellem rækkerne:
| Mesterskabs- serien                | 2. serie                         | 3. serie                          | Øvrige rækker            |
| ---------------------------------- | -------------------------------- | --------------------------------- | ------------------------ |
| KB, B.93, Køge BK, B 1903, AB, AGF | Vejen SF, ØB B 1908, B 1913, AIA | Vejle BK Holstebro BK Odense KFUM | Næstved IF Randers Freja |

#### Kampe
| Øst–kredsen                | Øst–kredsen |
| Kamp                       | Res.        |
| -------------------------- | ----------- |
| KØBENHAVN                  |             |
| ØB − AB                    | 0-6         |
| KØBENHAVN / SJÆLLAND       |             |
| Køge BK − Næstved IF       | 8-1         |
| B 1908 − KB                | 1-6         |
| KØBENHAVN /LOLLAND-FALSTER |             |
| B 1903 − B.93              | 2-1         |

| Vest–kredsen                 | Vest–kredsen |
| Kamp                         | Res.         |
| ---------------------------- | ------------ |
| JYLLAND                      |              |
| AIA − AGF                    | 0-3          |
| Randers Freja − Holstebro BK | 1-1          |
| Vejle BK − Vejen SF          | 0-3          |
| FYN                          |              |
| B 1913 − Odense KFUM         | 2-3          |

### Kvartfinaler

#### Hold
Kvartfinalerne havde deltagelse af de otte vinderhold fra tredje omgang. Holdene fordelte sig således mellem rækkerne:
| Mesterskabs- serien      | 2. serie | 3. serie                 | Øvrige rækker |
| ------------------------ | -------- | ------------------------ | ------------- |
| KB Køge BK B 1903 AB AGF | Vejen SF | Holstebro BK Odense KFUM | Ingen hold    |

#### Kampe
| Kamp                   | Res. |
| ---------------------- | ---- |
| AB − AGF               | 3-2  |
| Holstebro BK − Køge BK | 0-2  |

| Kamp              | Res. |
| ----------------- | ---- |
| Odense KFUM − KB  | 0-4  |
| B 1903 − Vejen SF | 4-3  |

### Semifinaler
Semifinalerne havde deltagelse af de fire vinderhold fra kvartfinalerne.
| Kamp         | Res. |
| ------------ | ---- |
| AB − Køge BK | 9-0  |

| Kamp        | Res. |
| ----------- | ---- |
| KB − B 1903 | 2-0  |

## Finale
| 12. juli 1940 19.45 |

| KB                      | 2 - 0   | AB |
| ----------------------- | ------- | -- |
| Jørgen Iversen 28', 35' | (2 - 0) |    |

| Københavns Idrætspark, København Tilskuere: 14.000 Dommer: Poul Dreiøe |